# Lupitz
Lupitz ist ein Wohnplatz von Kusey, einem Ortsteil der Stadt Klötze im Altmarkkreis Salzwedel in Sachsen-Anhalt.

## Geografie
Das altmärkische Dorf Lupitz liegt im Südosten des Ortsteils Kusey, etwa sechs Kilometer südwestlich von Klötze sowie nördlich des Naturparks Drömling und des EU-Vogelschutzgebietes „Feldflur bei Kusey“. Südlich wird Lupitz vom Kuseyer Abzugsgraben begrenzt, der nach Westen fließt.

## Geschichte

### Mittelalter bis Neuzeit
Die erste urkundliche Erwähnung von Lupitz stammt aus dem Jahre 1555 als Luptz aus den Sentenzenbüchern des Kurmärkisches Kammergerichtes. Wilhelm Zahn berichtet: Bei einer Grenzbesichtigung im Jahre 1555 zeigte der Pfarrer von Clötze an, dass die wüste Dorfstelle Lubitz, welche ehemals von der Familie von Alvensleben zu einem geistlichen Lehn der Kirche in Clötze geschenkt, jetzt von Gebhard von Alvensleben wieder entzogen sei. Weitere Nennungen sind 1598 wüste dorff Lubitz, 1646 wüste dorff Lübitz und 1804 Lubitz, Lupitz.
Im Jahre 1760 wurde ein Kolonistendorf angelegt, um 1780 wurde der Lubitzer Krug genannt. 1789 lebten im Kolonistendorf 12 Kätner und Büdner, 3 Hausleute oder Einlieger. 1872 wird ein nicht kreistagsfähiges Gut genannt. Ein Rittergut Lupitz (Gutsbezirk) wurde 1885 erstmals und 1900 letztmals genannt. Es muss vor 1905 mit der Landgemeinde Lupitz vereinigt worden sein.
Schon im Jahre 1855 kaufte Albert Schultz-Lupitz das heruntergewirtschaftete Gut Lupitz und entwickelte dort im Laufe von Jahrzehnten erfolgreich neue Methoden, um die Fruchtbarkeit der Sandböden zu erhöhen. Heute ist eine Straße in Kusey nach ihm benannt.
Bei der Bodenreform 1946 wurden 170 Hektar enteignet, davon kamen 157,3 Hektar an 36 Siedler. 1948 waren es dann 37 Erwerber, davon 3 Neusiedler.

### Eingemeindungen
Am 20. Juli 1950 wurde die Gemeinde Lupitz aus dem Landkreis Salzwedel in die Gemeinde Kusey im Landkreis Gardelegen eingemeindet. Lupitz wurde damit ein Wohnplatz von Kusey, jedoch kein Ortsteil.

### Einwohnerentwicklung

#### Gemeinde
| Jahr | Einwohner |
| ---- | --------- |
| 1789 | 052       |
| 1798 | 060       |
| 1801 | 061       |
| 1818 | 065       |
| 1840 | 126       |
| 1864 | 166       |

| Jahr | Einwohner |
| ---- | --------- |
| 1871 | 179       |
| 1885 | 168       |
| 1892 | [0]200    |
| 1895 | 166       |
| 1900 | [0]196    |
| 1905 | 206       |

| Jahr | Einwohner |
| ---- | --------- |
| 1910 | [0]226    |
| 1925 | 230       |
| 1939 | 208       |
| 1946 | 181       |

#### Gutsbezirk
| Jahr | Einwohner |
| ---- | --------- |
| 1885 | 34        |
| 1895 | 24        |

Quelle, wenn nicht angegeben, bis 1946

## Religion
Die evangelischen Christen aus Lupitz gehören zur Kirchengemeinde Neuferchau, die früher zur Pfarrei Immekath gehörte. Heute werden sie betreut vom Pfarrbereich Steimke-Kusey im Kirchenkreis Salzwedel im Propstsprengel Stendal-Magdeburg der Evangelischen Kirche in Mitteldeutschland.

## Kultur und Sehenswürdigkeiten
- Der Ortsfriedhof befindet sich am Ostausgang des Wohnplatzes.
- In Lupitz auf Friedhof steht der Rest eines Denkmals für die Gefallenen des Ersten Weltkrieges.[12]